# Woźniczy
Woźniczy  - (łac. praefectus curruum) w dawnej Polsce urzędnik dworski. Do jego obowiązków należało utrzymanie karet, wozów dworu królewskiego w należytym stanie oraz to, aby były wykorzystywane zgodnie z przeznaczeniem. Był przełożonym rzemieślników pracujących na potrzeby wozowni. Osoba piastująca to stanowisko musiała zawsze towarzyszyć obok kwatermistrza królewskiego i kwatermistrza dworu w podróżach Króla.